# 남해군의 지질

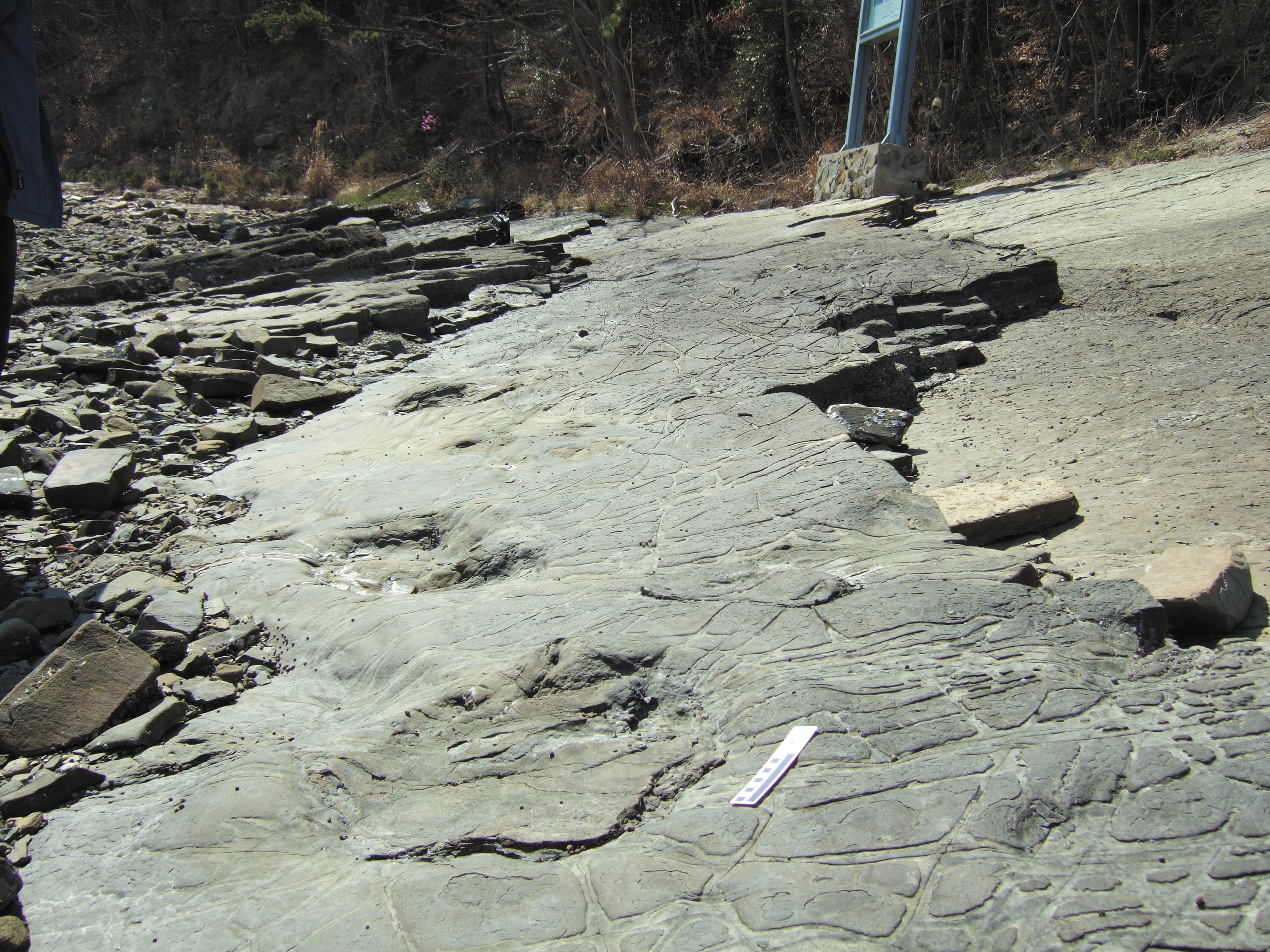
남해 가인리 화석산지의 경상 누층군 함안층

본 문서에서는 경상남도 남해군의 지질과 남해 가인리 화석산지 등 지질유산에 대해 설명한다.

## 개요
경상남도 남해군은 중생대 백악기의 퇴적 분지 경상 분지의 남서쪽 끝에 위치해, 중생대 백악기의 경상 누층군 신동층군 하산동층에서 진주층, 하양층군 칠곡층, 신라 역암층, 함안층, 진동층, 유천층군까지 분포하고 백악기의 화강암이 이들을 관입하고 있다. 1:5만 지질도폭 상으로
- 남해 지질도폭(1989)의 중·남부 (설천면, 고현면, 서면 북부, 남해읍 북부, 창선면 서부)[1]
- 삼천포 지질도폭(1983)의 남서부 (창선면 동부)[2]
- 서상 지질도폭(1989)의 중·북동부 (서면 남부, 남면, 남해읍 남부, 이동면, 상주면, 삼동면 영지리)
- 미조 지질도폭(2016)의 서부 (삼동면, 미조면)[3]

에 해당한다.

## 경상 누층군신동층군

### 하산동층
하산동층(Hasandong formation, 霞山洞層)은 신동층군의 중부 지층으로 경상북도 의성군에서 광양시까지 분포하며 남해군 내에서는 설천면 노량리, 덕신리, 고현면 차현리, 갈화리 일부 지역에 분포하고 이후 바다 속으로 들어간다. 남해 지질도폭(1989)에 의하면 낙동층과 진주층에 없는 붉은색의 자색 지층을 협재한다. 하산동층은 유백색 내지 담회색의 중립/조립질 사암, 함력(含礫)조립질사암, 역암, 역질사암, 자색 내지 녹회색의 사질이암, (암회색, 니질) 셰일과 실트스톤으로 구성되어 있다. 하산동층의 주향과 경사는 일반적으로 북동 50~80°, 남동 10~20°이다. 그러나 남해도의 북서 해안쪽에는 주향이 차츰 동-서 및 북서 50~80°으로 변하는 경향을 보인다. 두께는 800~1000 m 정도이다. 간혹 하도(河道)역암층과 사층리가 발달하며 특히 남해군 고현면 덕신리 월곡마을 해안가에는 하도역암층의 노두가 잘 나타나 있다.
남해군 고현면 갈화리 산 171-3~168-1 및 1584-1 지역
- 북위 34° 53′ 59.0″ 동경 127° 49′ 59.0″ / 북위 34.899722°  동경 127.833056°
- 북위 34° 54′ 02.0″ 동경 127° 49′ 50.0″ / 북위 34.900556°  동경 127.830556°
- 북위 34° 54′ 13.0″ 동경 127° 49′ 42.0″ / 북위 34.903611°  동경 127.828333°
- 북위 34° 54′ 12.0″ 동경 127° 49′ 40.0″ / 북위 34.903333°  동경 127.827778°
- 북위 34° 53′ 39.5″ 동경 127° 49′ 41.5″ / 북위 34.894306°  동경 127.828194°

### 진주층
진주층(Jinju formation, 晋州層) 또는 동명층(Dongmyeong formation, 東明層)은 경상 누층군 신동층군의 최상부 지층으로, 주로 셰일과 사암으로 구성되며 경상북도 안동시 서부에서 대구광역시를 지나 경상남도 진주시와 남해군까지 측방으로 약 200 km 연장된다.
남해-서상 지질도폭(1989)에 의하면 하위의 하산동층 및 상위의 칠곡층과 정합적인 관계를 가진다. 단 남해군 남해읍과 서면 (남해군) 연죽리 등지에서는 상위의 유천층군 화산암류에 의해 부정합적으로 덮여 있다. 사천시 서포면 동부에서 남해도 남해군 설천면, 고현면, 남해읍, 서면에 이르기까지 북동-남서 방향으로 분포한다. 상, 하위의 지층과는 달리 자색(赭色)층이 없다. 주로 담백색, 담회색 및 회색의 사암, 녹회색과 흑색 및 암회색의 사질셰일, 이암 및 셰일, 담회색의 함력조립사암, 역질사암 및 암회색 내지 녹회색의 이회암 등으로 구성된다.
전반적으로 조립 내지 중립(中粒) 사암과 녹/암회색의 니질셰일 및 셰일과 호층(互層)을 형성하나 하부와 상부 및 남해도 서해안 일대에 담회색 조립사암과 함력조립사암 및 역질사암이 우세하다. 중부에서는 담백색 사암과 녹회색 내지 담회색 사질셰일과 암회색/흑색 셰일이 우세하다. 담백색, 담회색, 녹회색 조립질 알코스사암은 두께가 보통 2~3 m 정도이나 남해군 고현면 포상리~갈화리 간 도로변에서는 15~20 m 이상 되는 부분도 있다. 대체로 조립사암 중에는 약간의 역(礫)을 포함하는데 역의 종류는 유백색 내지 어두운색의 규암, 화강암, 편마암, 변성퇴적암, 사암 등이다.
진주층 중부에 발달한 녹회색, 암회색 및 흑색의 사질셰일과 니질암 및 셰일층은 구소량리에서 남양리에 이르는 도로가와 왕지동, 동흥동, 봉우동, 문항리 및 문전리, 고사동 해안 및 사천시 서포면의 선전리 비토리 동측 일대에 두껍고 넓게 분포한다. 이들 흑색 셰일의 두께는 대체로 1~3 cm 정도이나 10~20 m 혹은 그 이상의 두께를 가지는 경우도 많으며 1 m 이상인 흑색 및 암회색 셰일층의 경우 20매 이상 협재된다.
진주층은 구두산(377 m)~금음산(480 m) 및 삼봉산(422 m)~망운산(784 m) 지역에 관입한 백악기 화강암에 의해 해안지대를 제외하고 대부분 열변성을 받아 0.5~1 km 범위의 열변성대를 형성한다. 진주층의 주향은 대체로 북동 50~85°, 경사는 남동 10~20°를 보이나 남해도의 서측 해안가로 갈수록 주향이 차츰 북서 방향으로 변하며, 관입암체 주변에서는 주향과 경사가 다소 변한다. 두께는 800~1000 m 내외이다. 설천면 동흥동마을 해안에 분포하는 암회색 셰일 지층에서 Brotiopsis sp.의 복족류화석과 조류화석 및 식물화석 조각이 발견되었다.
남해군 남해도 지역의 진주층에서 일반적으로 널리 알려진 스트로마톨라이트를 비롯하여 전 세계적으로 드물게 보고 되는 막대기형 스트로마톨라이트가 다수 발견되었다. 막대기형 스트로마톨라이트는 나무줄기 표면에 서식하던 착생 미세조류에 의해 나무줄기의 표면에 동심원 구조의 탄산염광물이 침전되어 형성된 구조이다. 대부분의 이러한 스트로마톨라이트는 암회색 내지 흑색 셰일층에 약 20 cm의 층을 이루며 협재되어 나타난다. 역질 사암 및 조립질 사암 및 암회색 셰일에서 산출되는 막대기형 스트로마톨라이트는 대부분 5~10 cm의 크기를 가지며, 15 cm 정도의 다소 큰 것들로 발견된다. 단면의 직경은 4 cm를 초과하지 않는다.
남해군의 진주층
- 고현면 남서대로2979번길 64-35 전면
북위 34° 53′ 54.5″ 동경 127° 50′ 22.0″ / 북위 34.898472°  동경 127.839444°
- 서면 작장리 505-2 해안
북위 34° 49′ 40.0″ 동경 127° 49′ 02.0″ / 북위 34.827778°  동경 127.817222°

## 경상 누층군하양층군

### 칠곡층
칠곡층(Cilgok formation, 漆谷層)은 경상 분지에 분포하는 중생대 백악기 경상 누층군 하양층군의 최하부 지층이다. 남해군 내에서는 고현면 이어리와 남해읍 심천리 일부 지역, 창선도 북서부 해안 지역에 분포한다. 칠곡층은 자색 미사질이암, 담회색 내지 유백색 중립/조립질 함력사암, 역질사암, 연속성이 불량한 담회색/담황색 역질암(두께 ~10 m), 녹회색 내지 암회색의 미사암 및 사질셰일로 구성된다. 칠곡층에는 상부와 하부에 자색 지층이 협재되는데 이 자색층은 하산동층의 자색층에 비해 더 어두운 색을 띠며 하부보다 상부에 더 많이 협재된다. 자색층의 두께는 약 1~2 m 정도이며 횡적으로 연속성이 없다. 또한 이어리 부근과 그 뒤쪽 210 m 고지에는 두께 10 m 정도의 역암 지층이 나타난다. 창선도 북서부의 칠곡층 상부에는 자색/녹회색 사암 내에 응회질 성분이 포함되어 있는데 이는 칠곡층 상부가 퇴적될 때부터 경상 분지의 화산 활동이 시작되었음을 지시한다. 남해군 지역에서 칠곡층의 전체 두께는 200~300 m 내외로 측정되며 주향은 북동 60~80°, 경사는 남동 10~16°이나 율도리~벽제동마을 해안 부근에서 다소 교란되어 소규모의 습곡을 보이기도 한다.

### 신라 역암층
신라 역암층(Sila conglomerate formation, 新羅礫巖層)은 경상 누층군 하양층군의 칠곡층과 함안층 사이에 있는 역암 지층이다. 남해군 내에서는 창선면 대벽리 나강산~질마산~율도리~서대리~광천리 해안 지역에 북동-남서 방향으로 분포하며 남해도에는 출현하지 않는다. 남해-서상 지질도폭에 의하면 하부의 칠곡층을 정합적으로 덮고 상부는 함안층에 의해 정합, 유천층군에 의해 부정합으로 덮힌다. 주로 역암으로 구성되며 이외에 함역조립사암, 중립/조립질사암, 자색/녹회색 이암, 사질역암, 사질셰일 등이 협재된다. 신라 역암층의 역암 내에는 칠곡층의 역암과 달리 화산암질 역(礫)이 포함된다. 화산암질 역과 비화산암질 역의 비율은 약 7:3 정도로 전자가 우세하며 역의 종류는 화산암질이 안산암질암, 규암, 현무암류이며 비화산암질 역은 유백색, 담회색, 자색, 암회색의 규암, 화강암, 편마암, 화강암질 편마암, 석영맥, 변성퇴적암류, 장석질/응회암질 사암, 처트, 흑색셰일 등으로 구성된다. 역의 원마도는 대개 아원형 내지 아각형이고 아주 좋은 것도 있다. 역의 크기는 평균 2~4 cm, 최대 30 cm 정도이다. 삼천포 지질도폭에 의하면 역의 종류는 규암, 화강암질암, 자색셰일, 사암, 안산암, 응회질사암 등으로 다양하며 역암과 사암 또는 사질셰일이 교호하는 경우가 많다.

### 함안층
함안층(Haman formation, 咸安層)은 중생대 백악기 경상 누층군 하양층군 상부의 퇴적암 지층으로 남해군 내에서는 창선면 대벽리~동대리의 남동부 해안, 가인리, 오용리, 당저리, 지족리, 삼동면 금송리 지역에 분포한다.
삼천포 지질도폭(1983)에 의하면 신라 역암층 상부에 정합으로 놓이며 자색셰일, 사질셰일, 백색~녹색, 회색 사암으로 구성된다. 사암은 교호하는데 하부에는 자색이, 상부에는 회녹색이 많다. 지층의 두께는 사천시에서 1,400 m 정도이나 남쪽으로 갈수록 감소해 남해군 창선도 지역에서 1,000 m 정도이다.
미조 지질도폭(2016)에 의하면 저색 내지 적갈색의 이암, 사암이 가장 우세하며 하부에서 저색 내지 갈회색 역암을 협재하고 드물게 황갈색 사암을 협재한다. 지족해협을 따라 나타나는 해안 노두에서 함안층은 흔히 0.5~수 미터 두께의 역암을 협재한다. 지층의 주향은 북동 35~80°, 경사는 남동 5~14°이다.

### 남해 가인리 화석산지
남해 가인리 화석산지는 중생대의 퇴적암 지층 경상 누층군 함안층 상에 위치한다. 화석이 있는 가인리 지역은 함안층의 중~상부에 해당하는 지역으로서 주로 실트질 미사암, 흑색, 회색 내지 암회색 이암 및 셰일, 세립질 내지 조립질 사암, 셰일과 사암의 교호층으로 구성된다. 화성활동에 의한 관입암이 암상의 형태로 산출되며, 이로 인해 화석산지의 암석이 전반적으로 약한 접촉 변성 작용을 받았다. 이곳에서는 주로 공룡발자국 화석이 산출되는데 용각류를 비롯하여 조각류와 수각류 발자국 화석, 익룡의 보행렬 가장 오래된 물갈퀴 새 발자국 화석인 Ignotornis yangi, 가장 작은 수각류 공룡발자국 화석인 Minisauripus cf. zhenshuonani 가 발견되었다.
남해 가인리 화석산지의 함안층

### 진동층
진동층(Jindong formation, 鎭東層)은 경상 누층군 하양층군의 최상부 지층으로 남해군 내에서는 창선면 남동부 부윤리, 진동리, 삼동면 북부 지역에 분포한다. 삼천포 지질도폭(1983)에 의하면 회색, 암회색 및 회녹색의 사질셰일, 셰일 및 사암으로 구성되며 화강섬록암 관입의 영향을 받아 많은 부분이 혼펠스화되어 있고 때로 점판암의 양상을 띤다.
미조 지질도폭(2016)에 의하면 함안층 위에 정합적으로 놓여있고 화산암류에 의해 부정합적으로 덮인다. 남해군 삼동면 영지리 대밭 마을에서 화강섬록암에 의해 관입당해 있고 영지리 갈곡저수지 일대에서 금산 화강암체에 의해 관입당해 이 경계부에서는 접촉 변성 작용으로 인해 약 0.5~1 km 범위에 걸쳐 혼펠스화되어 있다. 두께 약 300 m의 본 층은 남서 방향으로 갈수록 두께가 점차 얇아져 남해군 이동면 난음리에서 첨멸되면서 부정합적으로 웅방산 안산암에 의해 덮인다. 본 층은 전체적으로 담회색 사암, 역질사암과 역암으로 구성되고 회색 내지 녹회색 이암 및 셰일을 협재한다.
지층의 주향과 경사는 일반적으로 북동 40~60°, 남동 10~20°를 나타내며 진동리 장군봉 지역에서는 대개 북동 10~20°, 북서 12~28°로서 반대 방향으로 경사한다. 이러한 습곡은 아마도 유천층군 웅방산 안산암의 분출에 따른 하중에 의해 발생한 응력을 반영하는 것으로 해석된다. 진동층은 진동리 해안과 금송리 및 영지리 농로와 임도를 따라 신선한 노두가 잘 드러나 있다. 특히 함안층에 비하면 다소 높은 구릉지를 형성하고 있어 지형적으로 차이를 나타낸다.

## 경상 누층군유천층군

### 웅방산 안산암
웅방산 안산암(Ungbang Andesite)은 순천시의 웅방산을 표식지로 하는 안산암으로 남해군 내에서는 서면 서상리, 대정리, 남해읍 남부, 남면, 이동면 중서부 지역에 분포한다. 대부분 안산암으로 구성되나 화산기원 퇴적암이 일부 포함된다. 남해도에서 웅방산 안산암의 두께는 250 m 정도이며, 안산암은 용암류기원의 괴상안산암과 안산암질 화산각력암으로 구성된다. 괴상안산암은 송등산(616 m)을 중심으로 서면 대정리~남해읍 평리~이동면 무림리 지역에 반원형으로 분포하며 녹렴석화작용(Propylitization)의 변질을 받아 녹렴석, 녹니석이 많이 관찰되어 전체적으로 녹회색을 띤다. 각력안산암 및 화산각력암은 서면 서상리와 남면 덕월리, 상가리, 평산리, 선구리, 이동면 난음리, 창선면 대방산(469 m) 주변 지역에 분포하며 적갈색, 자색, 녹회색을 띠고 분급이 불량하고 직경 50~0.2 cm의 역은 원형 내지 아원형을 보인다.

### 봉화산 응회암
봉화산 응회암(Bonghwasan Tuff)은 남해군 미조면 남동부 해안과 미조리 도서 지역에 분포하는 응회암으로 장평리층과 웅방산 안산암 상위에 놓이고 금산 화강암에 관입당했다. 화학적으로 유문암질에 속하며 대개 용결응회암으로 구성되고 북서 주향에 남서쪽으로 경사하는 용결엽리를 나타낸다. 풍화면에서 담회색, 신선면에서 암회색을 띠며 사장석, 석영, 각섬석으로 구성된다. 미조면 남항 동쪽에서 SHRIMP 저어콘 U-Pb 연대가 86.69 Ma (백악기 후기 코냐크절)으로 측정되었다.
남해군 미조면 미조리의 봉화산 응회암
- 남해군 미조면 미조리, 미조로 도로변
북위 34° 42′ 30.0″ 동경 128° 03′ 05.0″ / 북위 34.708333°  동경 128.051389°
- 남해군 미조면 미조리, 미조로 도로변
북위 34° 42′ 30.0″ 동경 128° 03′ 11.0″ / 북위 34.708333°  동경 128.053056°

## 중생대불국사 화강암
중생대 백악기의 불국사 화강암은 경상 누층군을 관입하고 있다.

### 휘록암
휘록암은 남해군 설천면 금암리, 산성산 중턱, 옥동, 금음산 중턱 일대에서 경상 누층군 진주층을 소규모로 관입하고 있다. 이 암석은 암흑색, 암녹회색을 띠며 중립 내지 조립질이며 주로 사장석과 녹색의 각섬석으로 구성되고 소량의 흑운모, 정장석 및 석영도 관찰된다. 특히 자철석을 많이 포함한다.

### 섬록암
섬록암은 남해군 남면 홍현리 북동부 설흘산 일대에 소규모 분포한다. 안산암 및 당항리층을 관입하며 중립~세립의 유색 광물이 우세하고 현미경 하에서 사장석, 각섬석, 정장석 및 소량의 갈색 흑운모 및 석영 등으로 구성된다.

### 각섬석-흑운모 화강암
남해-서상 지질도폭의 각섬석-흑운모 화강암은 남해군 설천면 덕신리~고현면 남치리, 삼봉산~망운산(784 m), 송등산 북부 지역에 암주 형태로 경상 누층군 진주층과 유천층군 안산암을 관입하여 분포하고 있으며 이들 암석을 열변성시켰다. 주로 조립 내지 중립질 암석으로 석영, 정장석, 사장석, 각섬석, 흑운모 등으로 구성되며 소량의 미사장석, 자철석, 저어콘으로 구성된다. 송등산 지역의 화강암은 안산암 한가운데를 관입하여 안산암을 분출시킨 화산의 화도(火道)를 관입한 것으로 추정된다.

### 우백색 화강암
우백색 화강암은 남해군 남면 임포리~장등산 일대에 분포하는 반화강질암으로 침식에 약하여 다른 암석과의 경계가 지형적으로 뚜렷히 나타난다. 유색 광물이 적어 우백색이고 세립질이며 석영, 사장석, 정장석, 녹색 각섬석, 갈색 흑운모로 구성되고 자철석을 포함한다.
남해 가천마을 다랑이 논이 있는 남면 흥현리 해안에는 우백색 화강암의 노두가 드러나 있으며, 이곳의 노두에는 위성 사진으로도 보일 정도로 매우 선명한 암맥을 관찰할 수 다. 이 해안은 남해 가천마을 다랑이 논 마을길을 통해 접근할 수 있다. 남해 가천마을 다랑이 논 마을에 있는 가천암수미륵바위는 우백색 화강암으로 구성된 암석으로, 현지 사람들은 미륵불이라 부른다. 암수바위는 원래 풍요와 다산을 기원하던 선돌[立石]로, 1751년 남해 현령(縣令) 조광진이 꿈에 나타난 노인의 계시를 받고 암수바위를 꺼내어 미륵불로 봉안하였다는 전설이 전해 내려온다. 오늘날에도 어민들은 바위가 발견된 음력 10월 15일에 이곳에서 제사를 지내며 뱃길의 안전을 기원한다.
남해군 남면 흥현리 해안의 우백색 화강암과 암맥
- 남해 가천 암수바위
- 남해 가천마을 다랑이 논 해안 (이하 동일)
- 암맥
- 암맥
- 암맥
- 암맥
- 암맥
- 암맥
- 암맥
- 암맥
- 암맥
- 암맥
- 암맥
- 암맥
- 암맥
- 남해 가천마을 다랑이 논 마을 내부 하천에 드러난 화강암과 암맥

### 알칼리 장석 화강암과금산

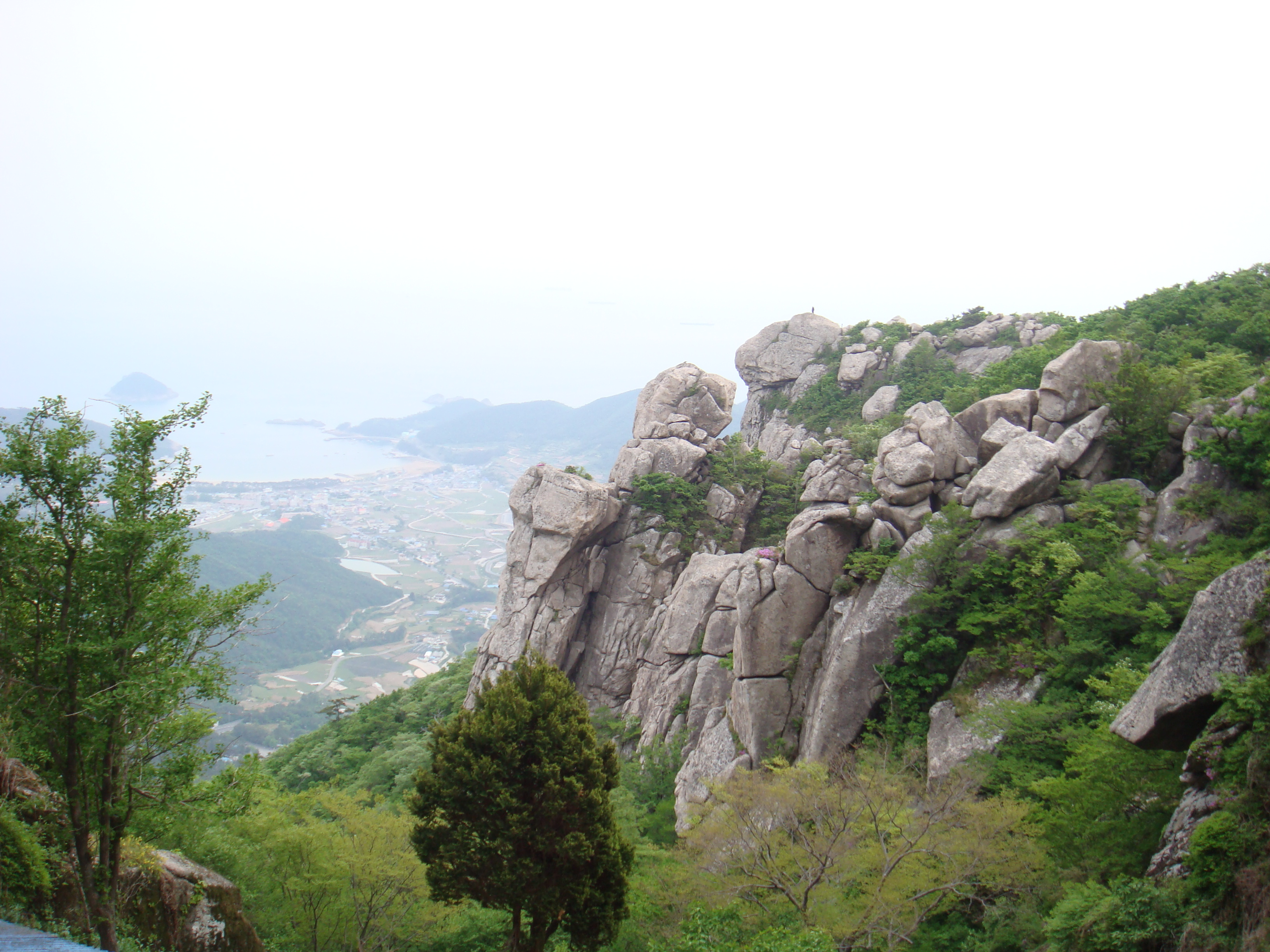
금산의 알칼리 장석 화강암

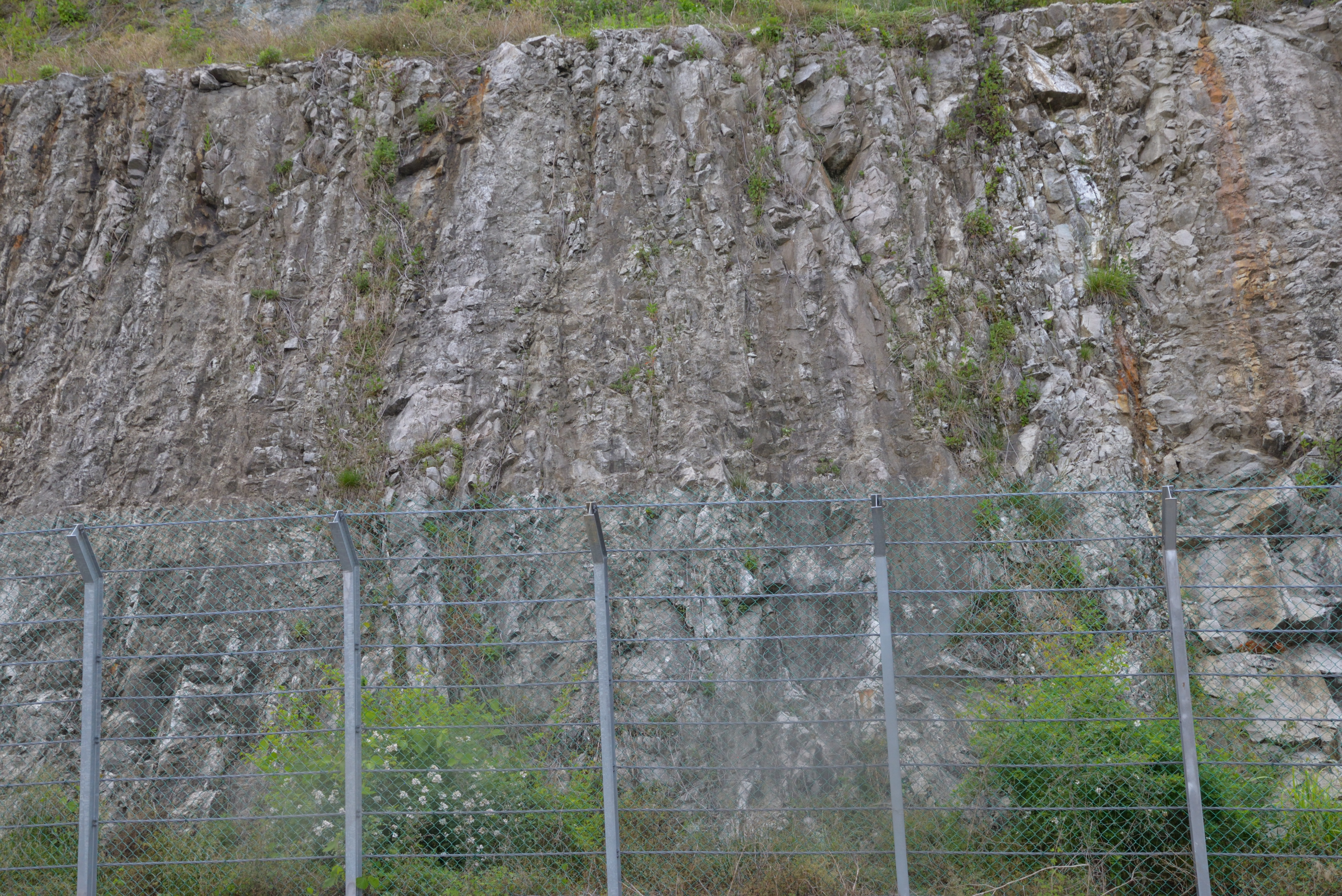
중생대 백악기 화강암, 남해군 삼동면 물건리 산 229-6 국도 제3호선 도로변

남해-서상 지질도폭의 알칼리 장석 화강암, 미조 지질도폭의 화강암은 남해군 이동면/상주면의 금산(錦山, 704 m)을 중심으로 상주면, 이동면 신전리, 삼동면 봉화리, 미조면 북서부 일대에 분포하는 화강암이다. 남해-서상 지질도폭에 의하면 주변 퇴적암과 화산암과의 경계가 뚜렷하고 유색 광물의 함량이 적은 중립 내지 조립질의 암석이며 작은 정동(晶洞)들이 발달한다. 정동 내에는 작은 결정의 수정들이 발달한다. 미조 지질도폭에 의하면 금산을 중심으로 암주 형태로 분포하고 담홍색을 띠고 흔히 미아롤리틱 정동을 가지는 것이 특징적이다. 이 정동은 크기가 1~3 cm 정도이고 그 내에는 석영과 방해석 등이 성장해 있다.
금산은 다도해에서 유일한 큰 체적의 화강암 산임에도 불구하고 토산 성격이 강해 남해안에서 가장 큰 규모의 낙엽수 군락을 이루고 있다. 가을이면 마치 오색 자수판을 보는 듯하며 대규모의 낙엽수림이 화강암의 기암괴석과 어우러져 뛰어난 자연경관을 자아낸다.

### 화강섬록암
화강섬록암은 남해군 삼동면 물건리 지역에 소규모 분포하며 회색을 띠고 세립질이며 중심부에서 간혹 중립질을 나타내는 곳도 있다.

### 암맥
산성암맥은 암맥과 관입암 형태로 산출되며 창선면, 설천면, 남해읍 등지에 소규모 분포한다. 이들의 대부분은 규장암, 석영반암, 장석반암이다. 남해군 남면 덕월리 부근의 안산암질 집괴암을 관입한 규장암맥은 폭 6~10 m, 연장 20~30 m로 유상 구조가 발달한다.

## 단층
남해군 서면 중현리~고현면 대곡리 간에는 서북서-동남동 주향의 단층이 발달하며 좌수향 주향이동 단층으로 추정된다.

## 광산과 지하자원

### 지족광산
지족광산(只族鑛山)은 남해군 창선면 지족리에 위치한 구리 광산으로 남해 지질도폭 제10호 광구에 속한다. 이 광산은 각력질 안산암과 안산암질 집괴암 내에 발달한 주향 북서 45°, 경사 남서 80°의 단층파쇄대를 충전한 열수 광상이다. 광석광물은 남동석(藍銅石, Azurite), 공작석(孔雀石, malachite), 황동석, 방해석, 섬아연석이며 맥석광물은 황철석, 석영이다. 광맥의 폭은 0.1~1.2 m 으로 불규칙한 렌즈상 광체이며 7개 갱도와 노천채굴장이 있었으나 현재는 출입이 불가하다. 주요 갱도로는 본갱(坑), 창선갱, 마산 1/2갱이 있다. 본갱은 해안가 북서 25°방향으로 330 m 굴진되었고 맥폭은 평균 60 cm, 품위는 구리 0.35%이다.

### 석재광산
남면 홍현리 가천마을의 석재광산은 우백색 화강암을 채굴하는 채석장으로 남쪽 해안의 각섬석과 흑운모가 우세한 세립질 부분이 채석 대상이 되었다. 현재 채석이 중단되었으나 과거 일본에 수출한 실적이 있다. 채석장 일대에는 북동 70°및 10°방향의 절리가 발달한다.

## 같이 보기
- 한국의 지질
- 당항리층
- 남해군